# Port St. Joe
Port St. Joe – miasto (city) w Stanach Zjednoczonych, na Florydzie, ośrodek administracyjny hrabstwa Gulf, położone nad zatoką St. Joseph (Zatoka Meksykańska). W 2021 roku liczyło 3585 mieszkańców.
Miasto powstało w miejscu wcześniejszej miejscowości St. Joseph, która rozwinęła się w pierwszej połowie XIX wieku jako ośrodek turystyki i rekreacji dla zamożnych plantatorów, a opuszczona została w 1841 roku po epidemii żółtej gorączki oraz katastrofalnej powodzi. Nazwa obu miejscowości pochodziła od zatoki, która z kolei nazwana została przez XVI-wiecznych hiszpańskich odkrywców na cześć świętego Józefa.